# Phrixothrix hieronymi
Phrixothrix hieronymi is een keversoort uit de familie Phengodidae. De wetenschappelijke naam van de soort is voor het eerst geldig gepubliceerd in 1886 door Haase.